# Jalrez (distrikt)
Jalrez är ett distrikt i Afghanistan. Det ligger i provinsen Wardak, i den nordöstra delen av landet, 50 kilometer väster om huvudstaden Kabul. Administrativ huvudort är Jalrez.
Distriktet beräknades år 2022 ha cirka 62 000 invånare.